# Володимировська
Володимировська — станиця в Красносулинському районі Ростовської області.
Адміністративний центр Володимирівської сільської поселення.
Населення — 1108 осіб (2010 рік).

## Історія
На початку станиця була сільським поселенням — слободою Новоіванівка. Молитовний будинок в слободі Новоіванівка було побудовано на кошти парафіян й жінки підполковника Марії Іванівни Бобрикової.
Успенський храм Володимирської станиці став першим православним храмом побудованим на Сулинщині, він був відкритий у 1830 році.
Новоівановку перевели у козацький стан й нарекли ім'ям Володимировська станиця. Станиця була центром Володимирського юрту.
У 1874 році в станиці стали будувати новий храм, зруб попереднього в 1877 році був проданий в хутір Свинарев, Усть-Білокалитвинського юрту за 3001 рублів. Того ж року будівництво було завершено за кошти козака Степана Шевирева, який перед смертю заповів на будівництво храму близько 18 тис. рублів. Новий храм був дерев'яний, фундамент кам'яний, однопрестольний, вартістю 18500 рублів.
Священик і його сім'я жили в церковному дерев'яному будинку.
З 1830 року в церкві велася метрична книга.
Раніше поруч з храмом проходив Московсько-Кавказький тракт, що пов'язував столиці Російської імперії з Доном, Кубанню й Кавказом; а біля церкви був заїжджий двір для відпочинку подорожніх. Свого часу в ньому зупинялися російський поет Олександр Пушкін й два російські імператори: Микола I та Олександр II, які відвідали Успенський храм.
Парафія Успенського храму була найбільшою у окрузі з 3,5 тисячами парафіян.
У кінці XIX початку XX сторіччя в парафії Успенської церкви були організовані й працювали на гроші Донської єпархії та парафіян 3 церковно-парафіяльні школи: Володимировська, Прохоровсько-Кундрюченська й Калиновсько-Осиповська.
Станом на 1873 рік Володимирський юрт входить до складу Донецького округу Війська Донського. Юрту підпорядковується хутір Лихий.
Станом на 1918 рік Володимирський юрт з'являється серед юртів Черкаського округу.
В 1923-24 роках Володимирська стала райцентром Володимирського району Шахтинського округу Донецької губернії УСРР, а з 1924 року — Шахтинського (Шахтинсько-Донецького) округу Південно-Східного краю (РРФСР).
Успенський храм було закрито у 1920-ті роки більшовиками й використовувався під склад. В період німецької окупації в 1942 році храм відновив роботу й знову був закритий у 1950-ті роки під час релігійних гонінь Хрущева. Храм було переобладнано на сільський будинок культури, що розташований тут й дотепер.

## Географія
Володимировська станиця положена на лівому березі правої притоки Сіверського Дінця, річкою Кундрюча на північ від міста Шахти.

### Вулиці
| - вул. Богдана Хмельницького, - вул. Зарічна, - вул. Калініна, - вул. Колгоспна, - вул. Леніна, - вул. Миру, - вул. Набережна, - вул. Жовтнева, | - вул. Піонерська, - вул. Поштова, - вул. Радянська, - вул. Степова, - вул. Шевченка, - вул. Шкільна, - вул. Ювілейна. |